# Melige schotelkorst
Melige schotelkorst (Lecanora carpinea) is een korstmossoort uit de familie  Lecanoraceae.

## Determinatie
Uiterlijke kenmerken
Melige schotelkorst is een korstvormig korstmos met een wit, glad en dikwijls in kleine, ronde areolen opgedeeld thallus. Apotheciën zijn altijd aanwezig en hebben een diameter van maximaal 3 mm. Deze zijn plat tot ontregelmatig bol, rozebruin, dun witbegrijpt en hebben een witte rand. 
Het korstmos heeft de volgende kenmerkende kleurreacties: K+ (geel), C+ (oranje tot oranjerood) en P− of P+ (lichtgeel).
Microscopische kenmerken
In één ascus worden acht sporen gevormd. De ascosporen zijn eencellig, ellipsvormig, kleurloos en hebben de afmeting (9–)12–14(–14,5) × (5,5–)6–7,5(–8,5) μm. 
Gelijkende taxa
Melige schotelkorst wordt vaak verward met witte schotelkorst, die dikwijls in dezelfde vegetatie groeit. Bij witte schotelkorst ontbreekt de berijping op de apotheciën.

## Ecologie
Melige schotelkorst leeft als epifyt op basische tot zure, gladde schors. Soms komt hij ook op verweerd hout voor. Hij verdraagt een verhoogde blootstelling aan luchtverontreinigende stoffen.

### Syntaxonomie
In de syntaxonomie staat melige schotelkorst te boek als kensoort van de associatie van melige schotelkorst (Lecanoretum carpineae), een zeer algemene associatie uit de schriftmos-klasse.

## Verspreiding
Het verspreidingsgebied van melige schotelkorst strekt zich uit over Europa en Noord-Amerika. In Centraal-Europa is hij wijdverspreid is tot aan de boomgrens. In Nederland is het een vrij algemene soort. Hij is niet bedreigd en staat niet op de Nederlandse Rode Lijst.